# Skivarp
Skivarp är en tätort i Skurups kommun och kyrkby i Skivarps socken på Söderslätt i Skåne län. Orten ligger vid Skivarpsån. 

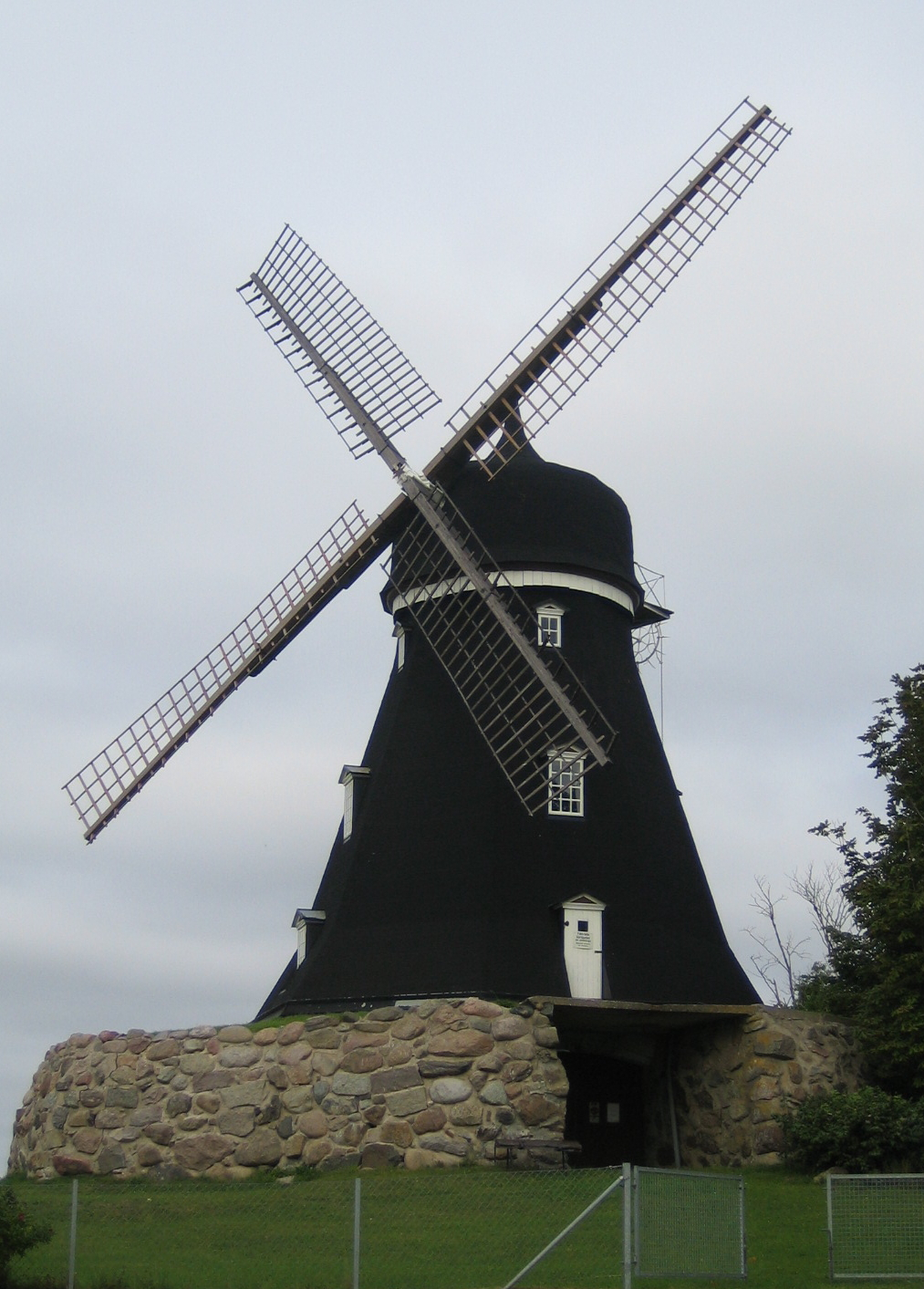
Skivarps mölla, numera nedbrunnen

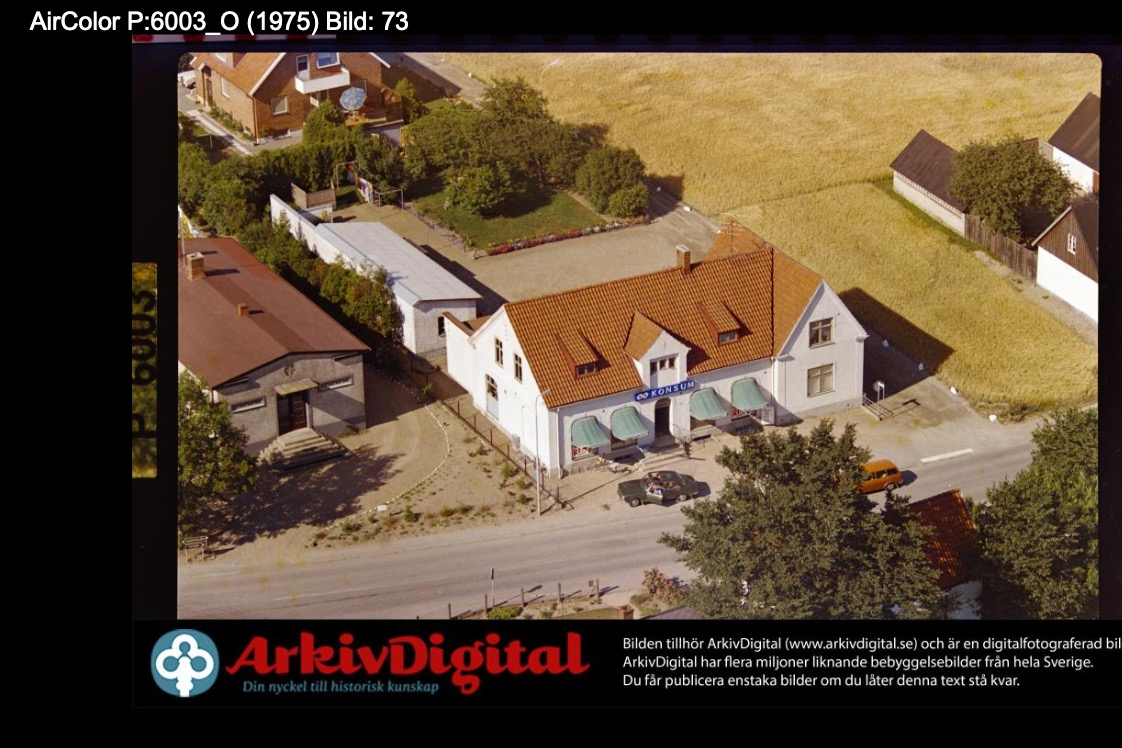
Konsum år 1975

## Historia
Skivarps kyrka uppfördes under 1100-talet och är ortens äldsta byggnad. Skivarps gästgivaregård härstammar från Skånes danska tid. Den nuvarande byggnaden är från 1770-talet.

### Nedbrända möllor
På Möllebacken, 34 meter över havet och byns högsta punkt, fanns åtminstone sedan 1700-talet en väderkvarn. Natten till den 24 maj 1850 brann kvarnen ner i en anlagd brand. Möllesvennen Jöns Nilsson dömdes för dådet. Enligt en sägen förliste ett fartyg med norrländskt kärnvirke utanför Abbekås, och virket togs tillvara och användes för att bygga en ny holländarkvarn på samma plats. Den nya kvarnen stod färdig 1853 och var i bruk till slutet av 1940-talet. Den brann ner natten till den 27 oktober 2010. Gryningspyromanen misstänktes ha anlagt branden.

### Järnväg
När Trelleborg–Rydsgårds Järnväg öppnade 1895 utvecklades Skivarp till ett stationssamhälle. Stationer anlades både i själva orten och vid det nyanlagda Skivarps sockerbruk, som togs i bruk 1901 och var i drift till 1960. Samma år öppnade Ystad–Skivarps Järnväg, som vid Charlottenlunds station anslöt till Malmö–Ystads Järnväg. Ystadlinjen lades ner redan 1919 på grund av dålig lönsamhet. Trelleborg–Rydsgårdsbanan förstatligades 1943, persontrafiken upphörde 1956 och godstrafiken avvecklades i etapper fram till 1970.

### Butik
Skivarps kooperativa handelsförening grundades 1915. Föreningen drev under en tid en filial i Abbekås. År 1963 gick den upp i Konsumentföreningen Ystad med omnejd, som senare blev en del av Konsumentföreningen Solidar. Butiken i Skivarp fanns kvar ytterligare en tid men har därefter lagts ner.

## Kommunikationer
Länsväg 101 mellan Malmö och Ystad går genom Skivarp. Det finns också vägförbindelser till Skurup och Abbekås.
Idag (2025) trafikeras Skivarp av Skånetrafikens regionbussar på sträckan Skurups station–Skivarp–Abbekås, med avgång på samma minuttal varje timme, samt en anropsstyrd linje till Rydsgård via Katslösa med tre turer per vardag.

## Befolkningsutveckling
| Befolkningsutvecklingen i Skivarp 1960–2020 | Befolkningsutvecklingen i Skivarp 1960–2020 | Befolkningsutvecklingen i Skivarp 1960–2020 | Befolkningsutvecklingen i Skivarp 1960–2020 | Befolkningsutvecklingen i Skivarp 1960–2020 |
| ------------------------------------------- | ------------------------------------------- | ------------------------------------------- | ------------------------------------------- | ------------------------------------------- |
|                                             |                                             |                                             |                                             |                                             |
| År                                          |                                             |                                             | Folkmängd                                   | Areal (ha)                                  |
| 1960                                        | 1960                                        |                                             | 804                                         |                                             |
| 1965                                        | 1965                                        |                                             | 849                                         |                                             |
| 1970                                        | 1970                                        |                                             | 872                                         |                                             |
| 1975                                        | 1975                                        |                                             | 998                                         |                                             |
| 1980                                        | 1980                                        |                                             | 1 118                                       |                                             |
| 1990                                        | 1990                                        |                                             | 1 151                                       | 125                                         |
| 1995                                        | 1995                                        |                                             | 1 129                                       | 125                                         |
| 2000                                        | 2000                                        |                                             | 1 161                                       | 125                                         |
| 2005                                        | 2005                                        |                                             | 1 252                                       | 126                                         |
| 2010                                        | 2010                                        |                                             | 1 257                                       | 126                                         |
| 2015                                        | 2015                                        |                                             | 1 258                                       | 166                                         |
| 2020                                        | 2020                                        |                                             | 1 360                                       | 160                                         |
|                                             |                                             |                                             |                                             |                                             |